# Spike Lee
Spike Lee, właśc. Shelton Jackson Lee (ur. 20 marca 1957 w Atlancie) – amerykański reżyser, scenarzysta, producent i aktor filmowy, twórca teledysków i reklam.
Założyciel firmy producenckiej 40 Acres & A Mule Filmworks. Laureat Oscara za najlepszy scenariusz adaptowany do filmu Czarne bractwo. BlacKkKlansman (2018). Uprzednio był także dwukrotnie nominowany do tej nagrody – za scenariusz oryginalny do filmu Rób, co należy (1989) oraz za dokument 4 Little Girls (1997). Jego film Malaria brał udział w konkursie głównym na 44. MFF w Cannes (1991).

## Życiorys
Spike Lee jako autor, w głównej mierze, kina zaangażowanego, stawia w swojej twórczości pytania o tożsamość kulturową czarnej społeczności Ameryki. Naczelnym tematem filmów Lee jest dyskryminacja rasowa. Filmy Lee wielokrotnie ilustrowały istotne wydarzenia społeczno-polityczne (Autobus – „marsz miliona” na Waszyngton; Cztery małe dziewczynki – zainspirowany zamachem bombowym na kościół Baptystów w Birmingham; Malcolm X – fabularna biografia przywódcy duchowego czarnej społeczności, Malcolma X).
Twórczość Lee charakteryzuje wszechstronność (gatunki, formy filmowe), a także granicząca z artyzmem swoboda w „opowiadaniu obrazem”. Spike Lee wykorzystuje wszelkie dostępne współczesnemu filmowcowi „cuda techniki operatorskiej” tj. steadicam, ramię kamerowe i in. Znakiem firmowym Lee jest ujęcie z kamery umieszczonej na wózku kamerowym, skierowanej na aktora będącego w pozycji en face, patrzącego wprost na kamerę (zachodzi wówczas wrażenie, jak gdyby postać „ślizgała się” nad ziemią). Spike Lee to jedna z najważniejszych postaci współczesnego kina, „filmowy głos” czarnej Ameryki.

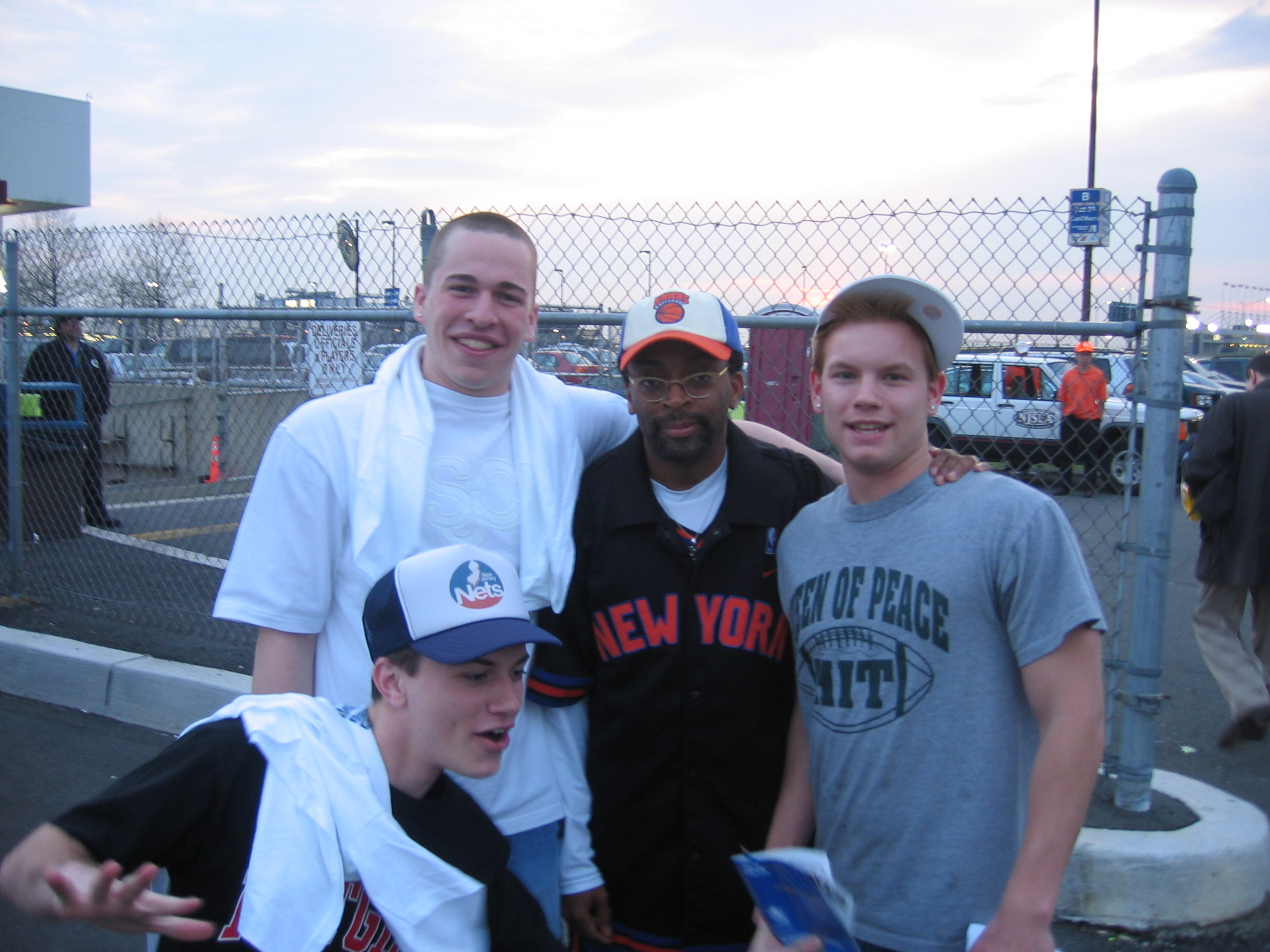
Zdjęcie wykonane na zewnątrz Continental Airlines Arena w East Rutherford (2004)

Zasiadał w jury konkursu głównego na 61. MFF w Wenecji (2004). Wyznaczony został na przewodniczącego jury konkursu głównego na 73. MFF w Cannes (2020), ale festiwal ten nie odbył się z powodu pandemii koronawirusa. Lee przewodniczył więc obradom jury rok później na 74. MFF w Cannes (2021).

## Filmografia
- 1977: Last Hustle in Brooklyn
- 1980: The Answer
- 1981: Sarah
- 1983: Joe's Bed-Stuy Barbershop: We Cut Heads
- 1986: Ona się doigra (She's Gotta Have It)
- 1988: Szkolne oszołomienie (Szalona buda, School Daze)
- 1989: Rób, co należy (Do the Right Thing)
- 1990: Czarny blues (Mo' Better Blues)
- 1991: Malaria (Jungle Fever)
- 1992: Malcolm X
- 1994: Crooklyn
- 1995: Lumiere i spółka (Lumière et compagnie)
- 1995: Ślepy zaułek (Clockers)
- 1996: Autobus (Get on the Bus)
- 1996: Dziewczyna nr 6 (Girl 6)
- 1997: Cztery małe dziewczynki (4 Little Girls)
- 1998: Pavarotti & Friends for the Children of Liberia
- 1998: Freak
- 1998: Gra o honor (He Got Game)
- 1999: Mordercze lato (Summer of Sam)
- 1999: Pavarotti & Friends 99 for Guatemala and Kosovo
- 2000: Wykiwani (Bamboozled)
- 2000: The Original Kings of Comedy
- 2001: The Concert for New York City (segment Come Rain or Come Shine)
- 2001: A Huey P. Newton Story
- 2001: The Making of 'Bamboozled
- 2002: 25. godzina (25th Hour)
- 2002: 10 minut później: Trąbka (Ten Minutes Older: The Trumpet) (segment We Wuz Robbed)
- 2002: Jim Brown: All American
- 2004: Sucker Free City
- 2004: Ona mnie nienawidzi (She Hate Me)
- 2005: Wszystkie niewidzialne dzieci (All the Invisible Children) (segment Jesus Children of America)
- 2005: Miracle's Boys (reżyseria 2 odcinków: Bond of Brothers oraz New Charlie)
- 2006: Shark (reżyseria pilota serialu)
- 2006: Kiedy puściły wały: Requiem w 4 aktach (When the Levees Broke: A Requiem in Four Acts)
- 2006: Plan doskonały (Inside Man)
- 2007: Lovers & Haters
- 2008: Cud w wiosce Sant Anna (Miracle at St. Anna)
- 2008: M.O.N.Y.
- 2009: Passing Strange
- 2009: Kobe Doin' Work
- 2012: Red Hook Summer
- 2013: Oldboy. Zemsta jest cierpliwa
- 2013: Da Sweet Blood of Jesus
- 2015: Chi-Raq
- 2018: Pass Over
- 2018: Czarne bractwo. BlacKkKlansman (BlacKkKlansman)
- 2020: Pięciu braci (Da 5 Bloods)
- 2025: Highest 2 Lowest

## Nagrody
- Nagroda Akademii Filmowej
  - Oscar Honorowy: 2016: za całokształt osiągnięć jako reżyser
  - Najlepszy scenariusz adaptowany: 2019: Czarne bractwo. BlacKkKlansman
- Nagroda na MFF w Cannes Grand Prix: 2018: Czarne bractwo. BlacKkKlansman